# Novo Estádio Carlos Tartiere
O  Estádio Carlos Tartiere, é um estádio de futebol localizado na cidade de Oviedo, Espanha.
Construído com a finalidade de substituir o antigo estádio (Estádio Carlos Tartiere), o novo foi inaugurado em 2000 com um jogo amistoso entre o Real Oviedo e o FK Partizan Beograd.
O direito de uso do estádio pertence ao Real Oviedo, mas em 2003, após a despromoção do clube para a Tercera División, foi sugerido que esse direito foi retirado ao clube e transferido para o Oviedo Astur. Entretanto o clube permanece com o direito de uso do estádio.

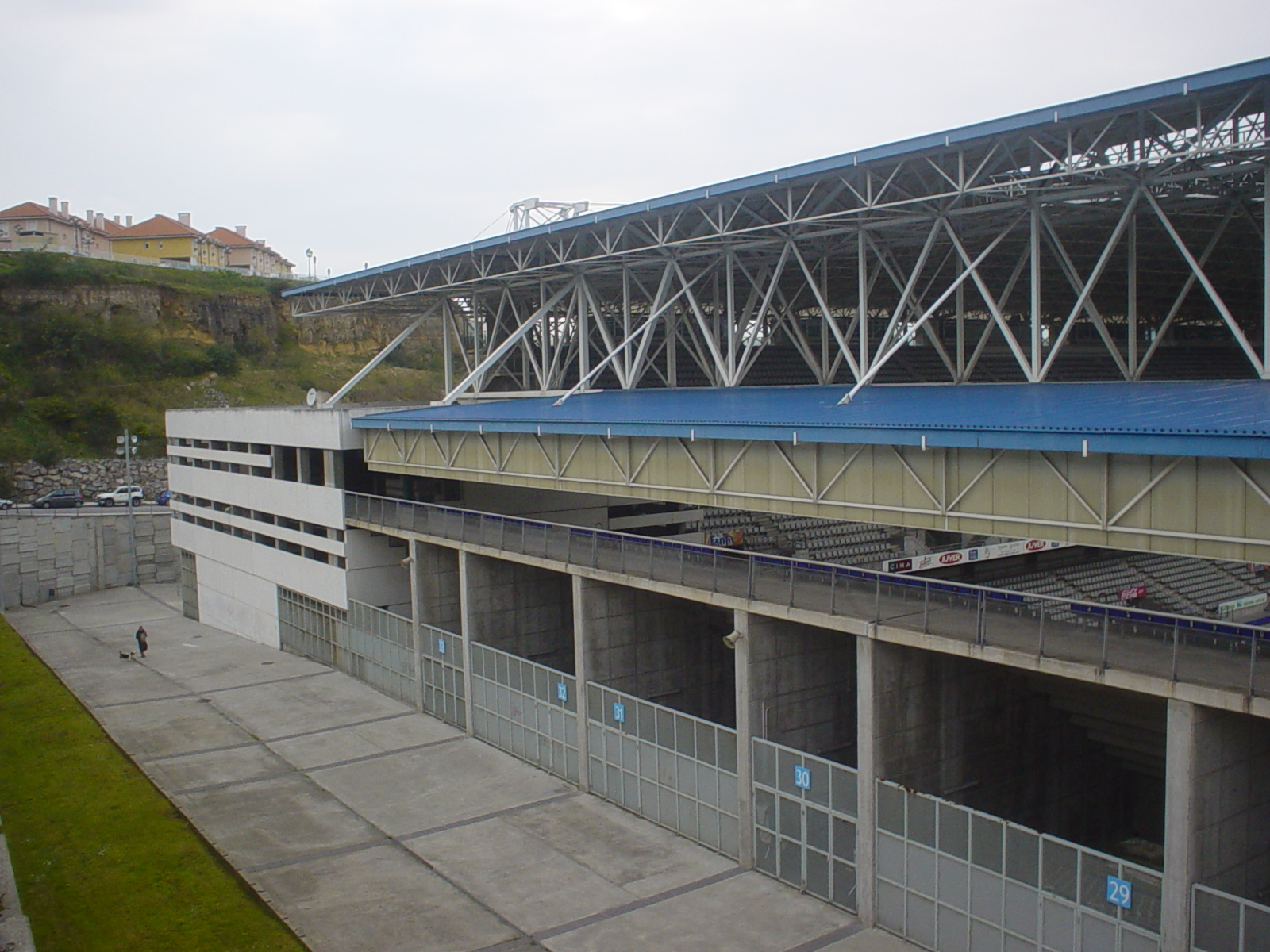